# Слободан Николић
Слободан Николић (рођен 14. јуна 1959. године у Земуну) је некадашњи српски и југословенски кошаркаш. Након кошаркашке каријере наставио је са тренерским послом. Он је други играч са највише наступа у Црвеној звезди .

## Играчка каријера

### Црвена звезда
У Звездином дресу наступао је у два наврата, од 1975. до 1987. и од 1989. до 1991. године. Николић држи рекорд Црвене звезде по броју одиграних сезона – 14. За клуб са Малог Калемегдана постигао је 5393 поена, по чему је трећи стрелац у историји црвено-белих. Он је и најбољи стрелац Звезде у националном купу са укупно 506 постигнутих поена.
За Звезду је дебитовао у сезони 1975/76 као талентовани тинејџер, а на укупно 19 мечева постигао је 12 поена. Наредне сезоне је добио нешто већу минутажу, а ослонац тима је постао у сезони 1977/78, када је у првенству бележио 15,3 поена по утакмици и био трећи стрелац екипе. У Купу је био још ефикаснији. На пет сусрета је имао просек од 18,4 поена, а црвено-бели су заустављени у полуфиналу. И у сезони 1978/79 био је трећи стрелац тима, иза Жарка Копривице и Радивоја Живковића, са укупно 343 поена у 24 меча у првенству и Купу Југославије.
Доласком Ранка Жеравице на клуба, екипа је постепено почела да бележи боље резултате, а Николић је у сезони 1979/80 са 386 поена на 24 меча био други стрелац Црвене звезде у свим такмичењима са просеком од 16,1 поена по мечу. Изборен је и пласман у европски Куп Радивоја Кораћа, где је Звезда стигла до полуфинала у сезони 1980/81, а Николић је бележио 15,3 поена по утакмици и био други кошгетер екипе.
У сезони 1981/82 први пут је игран плеј-оф, а Звезда је заустављена у полуфиналу. Исти домет остварен је и у међународном Купу Радивоја Кораћа. Слободан Николић је укупно те сезоне постигао 599 поена у 38 сусрета, а у Купу Кораћа био је најбољи стрелац тима са 156 поена (просек 19,5 по мечу). Он је у сезони 1982/83 забележио укупно 530 поена на 41 утакмици. 
Слободан Николић је са Звездом играо два финала у сезони 1983/84. Црвено-бели су стигли до саме завршнице у европском Купу Радивоја Кораћа, где их је француски Ортез убедљиво савладао са 97:73, а он је био најефикаснији у тиму Звезде са 22 поена, а и укупно је био први стрелац тима у целом циклусу Купа Кораћа са 147 поена у десет мечева – просек 14,7 по утакмици. Николић је и у плеј-офу 1984. године био лидер тима по просеку поена са 17,1 по мечу, а укупно је у сезони на 40 мечева забележио 488 поена.
Николић је постигао 490 поена у 40 утакмица у сезони 1984/85. Већи део сезоне 1985/86 пропустио је због одласка у војску, али је ипак и на тих 14 одиграних мечева остварио двоцифрен учинак (11,1 поен по мечу). По повратку у тим наредне сезоне није имао тако значајну улогу доласком Владе Ђуровића на место тренера уместо Ранка Жеравице.

### Војводина
У новосадску Војводину је прешао 1987. године, где је играо у наредне две сезоне и без значајнијих успеха.

### Повратак у Звезду
У Звезду се вратио у сезони 1989/90, када је са просеком од 15,2 поена по мечу био други стрелац тима у сезони (500 поена, 33 меча). У мајсторици полуфинала плеј-офа против Задра (97:88) убацио је шест тројки (28 поена) у победи Звезде за пласман у финале. Црвено-бели су у финалима плеј-офа и Купа заустављени од тадашњег владара Европе, сплитске Југопластике.
Своју последњу и рекордну 14. сезону у Звезди одиграо је на веома високом нивоу. Био је најбољи стрелац тима са укупно 630 поена. У Купу Купова 8. јануара 1991. године у поразу од Сарагосе (109:113) постигао је чак осам тројки (32 поена). Имао је одличан просек од 20,3 поена у овом такмичењу, али екипа није блистала те сезоне иако је у тиму имала и Дражена Далипагића, који је био на заласку каријере, али и даље врло ефикасан. Заузели су тек девето место у последњој сезони лиге велике Југославије и тек после плеј-аута изборили опстанак. У 2. колу плеј-аута у победи Звезде против београдског Радничког (109:100), Николић је убацио седам тројки (29 поена).

### ОКК Београд
Тек када је заиграо за ОКК Београд стигао је до првог трофеја и то заједно са некадашњим дугогодишњим саиграчима из Звезде, Зораном Радовићем и Предрагом Богосављевом. Освојили су Куп 1993. године. Касније је играо и за бугарску Пламу.

### Репрезентација
Са јуниорском репрезентацијом Југославије освојио је бронзану медаљу на Европском првенству у Италији 1978. године, када је на шест мечева постигао 49 поена. 

## Тренерска каријера
По завршетку играчке каријере постао је тренер. Водио је клубове из Пољске, Бугарске, Чешке, ОКК Београд, Раднички из Крагујевца, Борац из Бањалуке,  Напредак из Алексинца, БАСК и Константин.